# Confessions on a Dance Floor
Confessions on a Dance Floor es el décimo álbum de estudio de la cantante estadounidense Madonna, publicado el 11 de noviembre de 2005 por Warner Bros. Records. El disco marcó un distanciamiento de su último trabajo, American Life (2003), ya que incluía influencias de la música disco de los años 1970 y 1980, así como de la música electrónica contemporánea. Inicialmente, la intérprete comenzó a trabajar con Mirwais Ahmadzaï e incluso grabó dos temas para el álbum. Sin embargo, Madonna sentía que su obra no iba en la dirección que deseaba, por lo que inició una nueva colaboración con Stuart Price, con quien había trabajado en su documental I'm Going to Tell You a Secret. Cansada de la temática política que había incluido en sus producciones anteriores, Madonna sintió la necesidad de «relajarse y ponerse de buen humor». El disco fue grabado casi en su totalidad en el estudio de la mansión de Price, donde la cantante pasó la mayor parte de su tiempo durante las grabaciones. 
Musicalmente, el álbum está estructurado como el repertorio de un DJ, ya que las canciones están «fusionadas» de manera que suenan continuamente sin ninguna pausa o espacio. El título provino del hecho de que las primeras pistas del disco consisten en canciones alegres y divertidas, que progresan a melodías más oscuras con letras que describen sentimientos y compromisos personales. Las melodías utilizan varios samples y referencias musicales de otros artistas dance como ABBA, Donna Summer, Pet Shop Boys, Bee Gees y Depeche Mode, al mismo tiempo que se incorporaron elementos de otros trabajos de Madonna. Uno de los temas, «Isaac», generó polémica cuando algunos rabinos israelíes afirmaron que la canción hablaba sobre el estudioso de la cábala del siglo XVI, Yitzhak Luria. Sin embargo, Madonna posteriormente explicó que la canción fue nombrada así en honor a Yitzhak Sinwani, quien aparece como vocalista invitado en la misma.
Del álbum se obtuvieron cuatro sencillos. «Hung Up», el primero de ellos, se convirtió en uno de los sencillos más exitosos de Madonna a nivel mundial, al llegar al número uno de las listas de 41 países. Fue seguido por «Sorry», otro éxito en las listas y el duodécimo número uno de la cantante en el Reino Unido. «Get Together» y «Jump» fueron publicados como el tercer y cuarto sencillos respectivamente, siendo ambos un éxito en las listas de música dance. La promoción del disco continuó en 2006 con la gira Confessions Tour, la cual tuvo un éxito que la llevó a ser la gira más exitosa para una solista hasta esa época.
Los críticos contemporáneos aplaudieron el álbum, así como la dirección musical de Price, y lo llamaron el «regreso de Madonna», destacando la forma en que la cantante escogió buscar inspiración en la música dance que la había convertido en una estrella desde un principio. Madonna recibió un Premio Grammy por el «Mejor Álbum de Dance/Electrónica» en 2007, así como el reconocimiento a la «Mejor Solista Internacional» en los Brit Awards 2006. Después de su lanzamiento, Confessions on a Dance Floor llegó a la cima de las listas de 40 países, consiguiendo un lugar en el Libro Guinness de los récords, como el álbum que llegó al número uno de más países alrededor del mundo. Pese a ser lanzado en noviembre de 2005, logró ser el sexto álbum más vendido de dicho año; sus ventas mundiales se estiman entre 10 a 12 millones de copias.

## Antecedentes y desarrollo

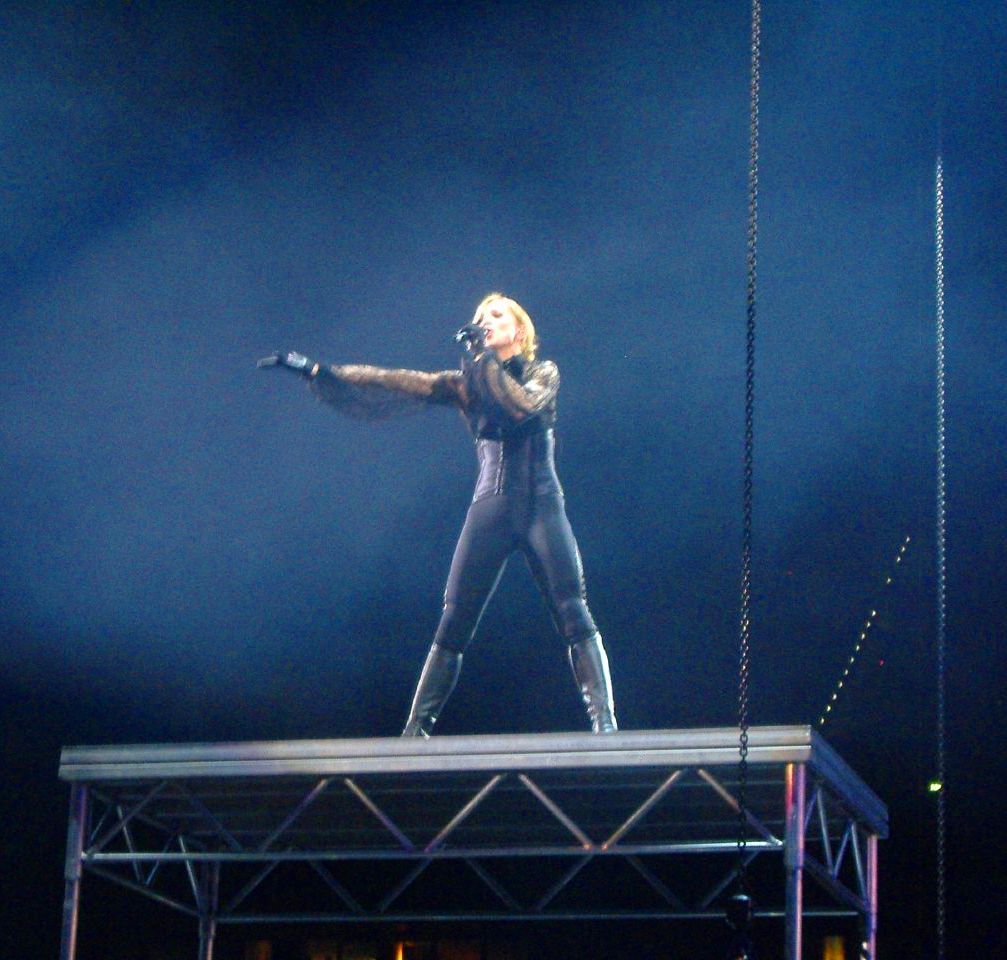
Madonna interpretando «Jump» en el Confessions Tour. La canción, que habla sobre la autoestima y el apoyo, fue lanzada como el cuarto sencillo del álbum.

Confessions on a Dance Floor es el décimo álbum de estudio de Madonna, que combina elementos de la música disco de la década de 1970, del electropop de los años 1980 y de la música dance moderna. La intérprete decidió incorporar rasgos de la música disco en sus canciones, no con el deseo de rehacer la música del pasado, sino como una forma de pagar tributo a artistas como Bee Gees y Giorgio Moroder. Las canciones reflejan los pensamientos de Madonna sobre el amor, la fama y la religión, de ahí el nombre de Confessions on a Dance Floor. Esta temática resultó ser completamente opuesta a la incluida en su anterior producción, American Life (2003). Los temas en dicho álbum fueron una diatriba dirigida a la sociedad estadounidense. No obstante, Madonna decidió tomar una dirección diferente para su nuevo trabajo. En relación con el desarrollo del disco, Madonna comentó:

«Cuando escribí American Life, estaba muy agitada por lo que estaba pasando en el mundo que me rodea, [...] estaba enojada. Tenía mucho que sacarme del pecho. Hice muchas declaraciones políticas. Pero ahora, sentía que solo quería divertirme, quería bailar, quería sentirme optimista. Y quería darles a otras personas el mismo sentimiento. Hay un montón de locura en el mundo que nos rodea, y quiero que la gente sea feliz».

La cantante comenzó a trabajar con Mirwais Ahmadzaï, con quien anteriormente había producido su álbum Music (2000). Sin embargo, esta colaboración no se ajustó a la dirección musical de Madonna. Según ella, «Mirwais también es muy político, seriamente inteligente e intelectual. Todo lo que hicimos fue sentarnos a hablar de política todo el tiempo. Así que, esto no ayudó mucho, pero encontró su camino para entrar en la música. Creo que hay un aspecto de enojo en mi música que directamente refleja mis sentimientos de aquella época». De este modo, tras grabar dos canciones con Mirwais, Madonna decidió detener el proyecto y empezar desde cero. Fue entonces cuando se volvió hacia Stuart Price, quien había sido el director musical de sus dos giras anteriores y con quien coescribió un tema de American Life. Aunque comenzaron a trabajar con la intención de crear la banda sonora para una película, estos planes se desecharon. Por esta razón, Madonna y Price eligieron utilizar esta composición para el álbum. De acuerdo a la cantante, fue fácil para ella alejarse de los sentimientos del álbum anterior, dado que había incluido sus perspectivas políticas en su documental I'm Going to Tell You a Secret. Afirmó:

«Estaba corriendo de un lado a otro, literalmente, de la sala de edición con [el director del documental] Jonas Akerlund a trabajar con Stuart, quien también estaba mezclando la música de la cinta. Estábamos juntos, sin parar, todos nosotros. Reduciendo 350 horas de filmación a sólo dos horas. Hay muchos aspectos serios en la película. Necesitaba liberarme. Cuando iba a casa de Stuart y subía a su desván, era como ‘cariño, quiero bailar’. Quería estar feliz, tonta y optimista. Quería levantarme a mí y a otros con este disco. Entonces, sí, el nuevo álbum fue una reacción a todas las otras cosas que estaba haciendo, las cuales eran de naturaleza muy seria. Esperaba que eso no implicara que quería hacer un disco superficial, porque no lo es. Quiero que la gente sonría cuando escuche este disco. Quería poner una sonrisa en mi rostro también».

## Grabación

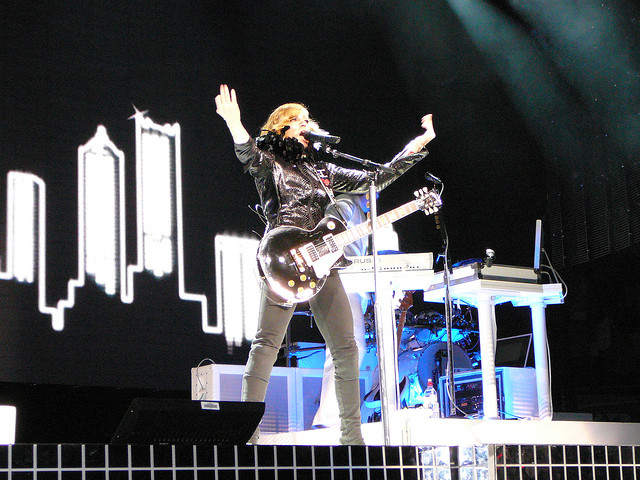
Madonna interpretando «I Love New York» en el Confessions Tour. La canción habla de su amor por la ciudad de Nueva York.

En una entrevista con Billboard, Madonna comentó que el proceso de grabación fue una situación recíproca. Según ella, Price solía estar despierto toda la noche trabajando en las canciones, aunque el hecho de que él es un dj y estaba acostumbrado a estar despierto toda la noche le ayudó a manejar la situación. A su vez, le dio a Madonna la oportunidad de trabajar en otros aspectos de las composiciones. Además notó que ella y Price tenían características opuestas, lo que ayudó a la colaboración. Las canciones fueron grabadas principalmente en la casa de Price. Madonna dijo:

«Hicimos muchas grabaciones en su casa. Yo llegaba por la mañana y Stuart abría la puerta en calcetines —porque había estado despierto toda la noche—. Le llevaba una taza de café y decía, ‘Stuart, tu casa es un desastre, no hay comida en la alacena.’ Entonces yo llamaba a alguien de mi casa para que le trajera comida. Y luego trabajábamos todo el día. Somos una pareja muy rara».

Asimismo, recalcó que su camaradería también se debía al hecho de que habían trabajado juntos durante la gira de Madonna Re-Invention Tour. De aquí que la cantante mencionara que su relación con Price era más parecida a la que existe entre dos hermanos que las colaboraciones formales que acostumbraba entablar durante los procesos de grabación.

## Contenido
Musicalmente el álbum está estructurado como el repertorio de un dj, ya que todas las canciones están secuenciadas de tal manera que no existen pausas ni silencios entre ellas. La música comienza con un ambiente alegre, y mientras progresa, se vuelve más intensa y las letras hablan más sobre sentimientos personales, de ahí «confesiones». De acuerdo a Madonna, «esta es la dirección de mi disco. Esto fue lo que pretendíamos, hacer un disco que pudieras tocar en una fiesta o en tu auto, donde no tienes que saltarte una balada. Es imparable». La cantante también incorporó influencias de la música disco, como el uso prominente de samples en «Hung Up», la primera canción del álbum, donde utilizó fragmentos del éxito de 1979 «Gimme! Gimme! Gimme! (A Man After Midnight)», de ABBA, para lo cual tuvo que escribir una carta personal a los escritores Benny Andersson y Björn Ulvaeus, quienes otorgaron su permiso para el uso de la melodía. También fueron utilizados otros samples de artistas de música disco, incluyendo Pet Shop Boys, Depeche Mode y Daft Punk. Al mismo tiempo incluyó referencias a sus trabajos previos, como en «Get Together», la cual es una nueva versión de su éxito de 1983 «Holiday». En el álbum existe otra canción llamada «Forbidden Love», que incorpora elementos de la obra del grupo Kraftwerk; este tema es distinto a la canción del mismo nombre incluida en el sexto álbum de estudio de la cantante, Bedtime Stories (1994). Con relación al sampling de sus propias creaciones, Madonna comentó:

«Lo hice todo a propósito, [...] Digo, si voy a plagiar a alguien, que mejor que sea yo, ¿cierto? Siento que ya me gané el derecho a copiarme a mi misma. ‘Los talentosos prestan, los genios roban’, [...] Veamos cuántos otros clichés puedo arrojar ahí. Eso es exactamente. Sólo estaba dando unas pistas al principio, pero luego diría cómo es. Es como si dijera, ahora que tengo su atención, tengo algunas cosas que decirles».

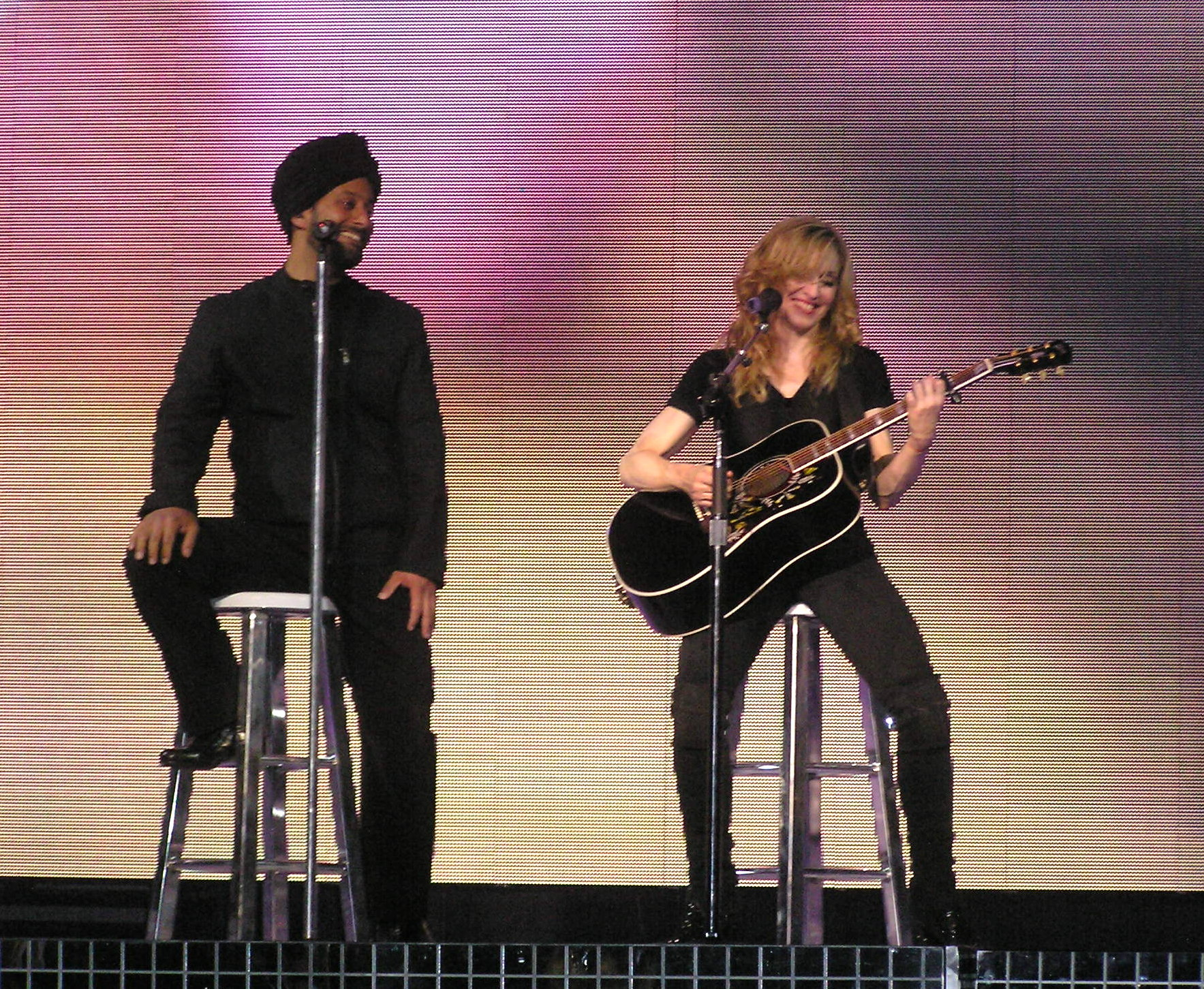
Madonna junto a Yitzhak Sinwani en una presentación del Confessions Tour. Sinwani también acompañó a la cantante en «Isaac», tema que lleva su nombre.

De manera similar, la canción «Push» está compuesta como la continuación de «Borderline» (1984) y fue un tributo a su entonces esposo Guy Ritchie. En el tema «Isaac» está presente un ritmo vibrante, que hace de ella la única canción parecida a una balada en todo el álbum. Sin embargo, el tema fue criticado severamente por un grupo de rabinos israelíes quienes comentaron que Madonna estaba cometiendo una blasfemia con su religión; aseguraban que la canción trataba sobre el estudioso de la cábala del siglo XVI Yitzhak Luria. En realidad, la canción fue llamada así en honor a Yitzhak Sinwani, el cantante invitado quien interpreta los fragmentos en hebreo. Inicialmente, Madonna jugó con la idea de llamar a la pista «Fear of Flying» (‘miedo a volar’) dado que esta fue la idea detrás de la composición. Sin embargo, al final decidió llamarla simplemente «Isaac», la traducción del nombre de Sinwani al inglés. Sobre la producción de la canción y la condena de los rabinos, Madonna comentó:

«¿Aprecias lo absurdo de un grupo de rabinos en Israel diciendo que estoy siendo blasfema sobre alguien cuando ni siquiera han escuchado el disco, cierto? Y entonces, todos los medios lo publican como si fuera la verdad. Y eso es un poco raro. Pero lo que es aún más raro es que la canción no es sobre Isaac Lurier [sic], como los rabinos afirman. Se nombró en honor a Yitzhak Sinwani, quien canta en yemenita en la pista. No podía pensar en un título para la canción. Entonces la llamé «Isaac» [la traducción al inglés de «Yitzhak»]. Es interesante como trabajan sus mentes, esos rabinos asquerosos. [...] Él está diciendo, «Si todas las puertas de las casas de toda la gente generosa están cerradas, las puertas del cielo siempre estarán abiertas». Estas palabras tienen más de mil años de antigüedad. [...] [Yitzhak] es un viejo amigo mío. Nunca ha hecho un disco. Proviene de generaciones de cantantes maravillosos. Stuart y yo le pedimos que fuera al estudio un día. Dijimos: «sólo vamos a grabarte. No sabemos que vamos a hacer con eso». Es perfecto. Una toma, ninguna nota mala. Ni siquiera necesita un micrófono. Tomamos una de las canciones que hizo y le dije a Stuart, «Hay que samplear estos pedazos. Crearemos un estribillo y entonces escribiré un letra con eso». Así fue como la compusimos».

Las letras de los temas del álbum incorporan fragmentos de la historia musical de Madonna y están escritos en forma de confesiones. «Hung Up» contiene letras del dueto de la cantante con Prince, «Love Song», del álbum Like a Prayer. «Jump» está escrita como una secuela de la canción de 1990 «Keep It Together», y habla sobre tomar riesgos y el empoderamiento de uno mismo. «How High» hace referencia a dos canciones del octavo álbum de estudio de la cantante, Music, llamadas «I Deserve It» y «Nobody's Perfect». La letra de «Push» agradece a la persona que la retó a expandir sus límites e incluye elementos del tema «Every Breath You Take», de los Police. En otros temas como «Sorry», donde se incluye el título en diez diferentes idiomas, existe una fuerte influencia de la música electrónica contemporánea. «I Love New York» muestra a Madonna alabando a la ciudad que la convirtió en la persona que es. En el resto del disco, la cantante habla sobre el éxito y la fama («Let It Will Be») y las encrucijadas del pasado, presente y futuro («Like It or Not»).

## Promoción

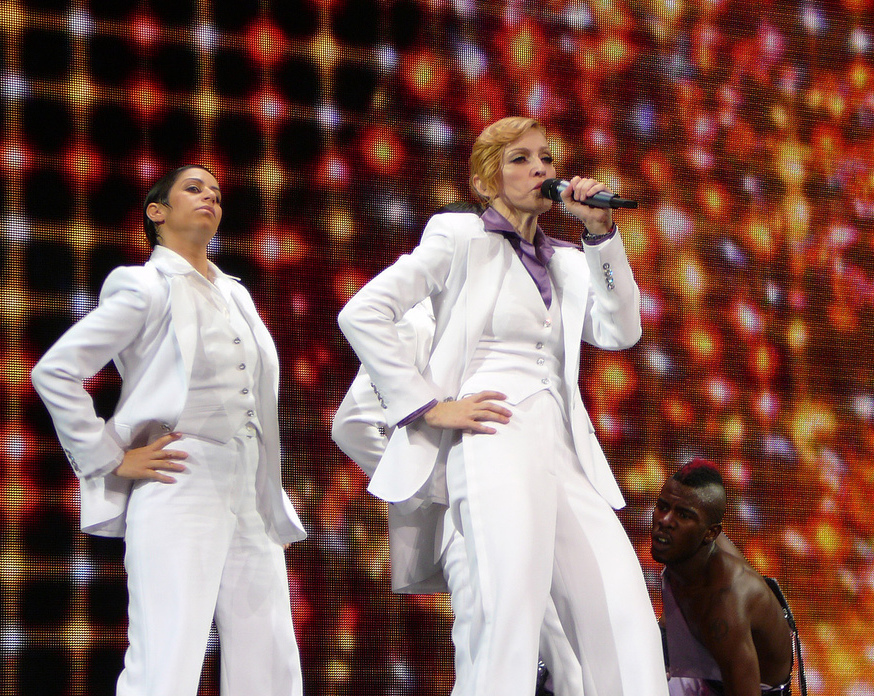
Madonna y sus bailarinas durante el Confessions Tour. Al igual que el álbum, la gira incluyó varias referencias a la música disco de los años 1970 y 1980, en este caso John Travolta y sus pasos de baile en la cinta Saturday Night Fever.

Confessions on a Dance Floor salió a la venta el 15 de noviembre de 2005. Para promocionar el álbum, Madonna se presentó en los MTV Europe Music Awards de 2005 y en la Ceremonia de Entrega de los Premios Grammy de 2006. Como parte de una gira promocional del álbum, la cantante realizó una serie de presentaciones en varios clubes nocturnos de Londres, Estados Unidos, Japón, Alemania y Francia. En estos conciertos, emergía de una bola de disco usando una chamarra púrpura, pantalones capri de terciopelo y botas altas. Las canciones interpretadas incluían «Hung Up», «Get Together», «Sorry», «I Love New York», «Ray of Light», «Let It Will Be» y «Everybody». En mayo de 2006, el álbum recibió una mayor promoción cuando dio comienzo la gira Confessions Tour. El tour recaudó más de US$ 194,7 millones, la gira con mayor recaudación para una solista hasta esa época. De manera adicional, Confessions Tour recibió un premio por la «Producción de Escenario Más Creativa» en los Premios Pollstar de la Industria de los Conciertos, así como el Top Boxscore de la revista Billboard.
Como una táctica de mercado común en la industria musical, se publicaron varias ediciones especiales del álbum. El primero de ellos fue un álbum de remezclas titulado Confessions Remixed, una edición limitada en vinilo. También se lanzó Confessions on a Dance Floor (Unmixed), una edición promocional en la que las pistas no están «fusionadas», es decir, con pausas entre cada una de ellas. En Japón, se publicó la edición Confessions on a Dance Floor – Japan Tour Special Edition (CD+DVD) el 23 de agosto de 2006; las ventas del álbum le permitieron llegar al número 27 de las listas semanales de Oricon, donde permaneció por doce semanas.

### Sencillos

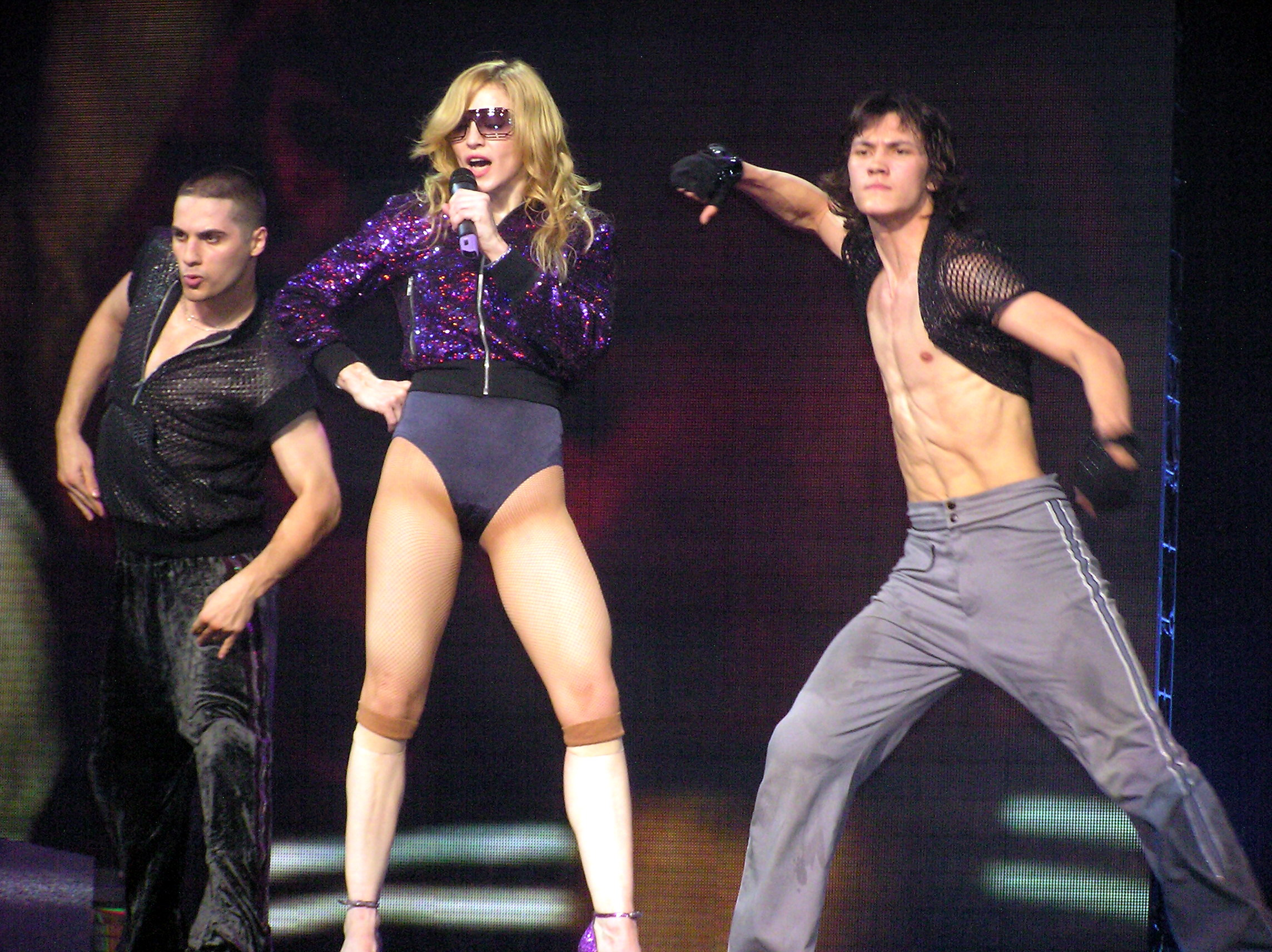
Madonna interpretando el sencillo principal del álbum, «Hung Up», en el Confessions Tour. La canción se convirtió en uno de los sencillos más exitosos de la cantante, apareciendo en el Libro Guinness de los récords al llegar a la cima de las listas de 41 países diferentes.

«Hung Up», inicialmente utilizado en algunos comerciales de televisión, fue publicado el 17 de octubre de 2005 como el primer sencillo del disco. La canción recibió una buena apreciación crítica entre los profesionales de la música, quienes sugirieron que el tema restauraría la popularidad de la cantante, que había declinado desde el lanzamiento de su álbum de 2003, American Life. Los críticos afirmaron que era su mejor canción dance hasta la fecha y lo compararon con sus sencillos anteriores del mismo género. También destacaron la buena sincronización del sample de ABBA con la melodía de Madonna. «Hung Up» se convirtió en un éxito comercial en el mundo, pues llegó al número uno en 41 países distintos, con lo que ganó un puesto en el Libro Guinness de los récords junto con el álbum. En Estados Unidos le dio a la intérprete su 36° éxito dentro del top 10, empatando con Elvis Presley. El video correspondiente fue un tributo a John Travolta, sus películas y sus pasos de baile en general. Dirigido por Johan Renck, el video muestra a Madonna bailando en un estudio de ballet vistiendo un leotardo rosa, de donde se dirige a un salón recreativo para bailar con sus bailarines acompañantes, quienes previamente habían realizado movimientos de parkour.
El 28 de febrero de 2006, «Sorry» fue publicado como el segundo sencillo del disco. La canción recibió críticas positivas por parte de la prensa, donde se afirmó que el tema era el más fuerte dentro de Confessions on a Dance Floor. Algunos críticos también recalcaron los beats con influencia de música disco, al mismo tiempo que lo compararon con otros temas dance de Madonna. Alcanzó un éxito comercial, llegando al número uno en las listas de popularidad de Italia, España, Rumania y el Reino Unido, donde se convirtió en el 12° sencillo número uno de la cantante. Adicionalmente, la canción llegó a las diez primeras posiciones en más de una docena de países alrededor del mundo. Sin embargo, en Estados Unidos la canción no obtuvo el mismo éxito comercial debido a la poca radiodifusión de la misma, aunque logró llegar a la cima de las listas de música dance de Billboard. El video musical que lo acompañó era una continuación del video hecho para «Hung Up». En este se observa a Madonna y sus bailarinas viajando por la ciudad en una furgoneta, bailando en patines y Madonna peleando con un grupo de hombres dentro de una jaula.
«Get Together» fue lanzado como el tercer sencillo del álbum el 6 de junio de 2006, coincidiendo con el inicio de la gira Confessions Tour. La decisión detrás de su publicación se basó en el hecho de que «Get Together» era la tercera canción más descargada del álbum hasta el momento. Los críticos aplaudieron la habilidad de Madonna para convertir un comentario cliché en un eslogan pop dentro de la canción. El sencillo se convirtió en un éxito en las listas de música dance de Estados Unidos, pero no logró entrar al Hot 100. Sin embargo, logró posicionarse dentro de los diez primeros puestos en las listas de países como Australia, Canadá, Reino Unido e Italia, además de llegar al número uno en España. El video musical fue hecho con la presentación que Madonna ofreció en el Koko Club de Londres, pero se le agregaron elementos de animación para hacerla visualmente diferente.
«Jump» fue el cuarto y último sencillo del álbum, publicado el 31 de octubre de 2006. Los críticos elogiaron la canción y su temática de empoderamiento. La canción llegó a las diez primeras posiciones en varias listas europeas, mientas que llegó al número uno en Italia y Hungría. En Estados Unidos, «Jump» también se posicionó dentro de varias listas dance de Billboard, pero falló al entrar al Hot 100. Madonna utilizó una peluca rubia y un atuendo de cuero para el video musical. En este, interpreta la canción enfrente de varios letreros de neón, además de que los bailarines que también aparecen realizan algunos movimientos de parkour.

## Recepción

### Crítica
De acuerdo con el sitio web Metacritic, Confessions on a Dance Floor ganó la aclamación universal de los críticos, con una puntuación de 80/100 basado en 28 reseñas profesionales. Keith Caulfield de Billboard comentó que Confessions es «el regreso de la Reina del Pop», mientras que Stephen Thomas Erlewine, de Allmusic, mencionó que es el primer disco donde Madonna suena como una música veterana, dado que creó el álbum para «los clubes nocturnos o, en otras palabras, el público central de Madonna». Alan Braidwood de la BBC escribió que «este es el álbum más comercial que Madonna ha hecho en 15 años y es mágico». Sin embargo, David Browne de Entertainment Weekly notó que pese a «todas las intenciones de ser movido y espontáneo, Confessions raramente es algo de los dos». Por su parte, Alexis Petridis del diario The Guardian dijo que el álbum «puede ser un retorno a sus principios, pero aún existe algo de valentía en Confessions on a Dance Floor. Se deleita con las delicias del dance-pop intencionadamente plástico en una era donde cada vez menos artistas dance-pop —que van desde Rachel Stevens a la protegida de Price, Juliet— desesperadamente obtienen un poco de tiempo para hacer eso». Del mismo modo Peter Robinson del Observer Music Monthly declaró que el álbum se coloca a la altura de otros de sus trabajos como True Blue (1986) y Like a Prayer (1989). El mismo acreditó al productor Stuart Price por el álbum, recalcando que «Confessions claramente no existiría sin Madonna, pero es Price quien se roba el espectáculo». Stephen M. Deusner de Pitchfork Media mencionó que con el álbum «Madonna se reinventa de nuevo, y parece que casi lo hace totalmente»; según Deusner, la música también la hace parecer más joven. Sin embargo, sintió que la primera mitad del álbum hasta «I love New York» era fuerte, mientras que la segunda mitad «pierde su delicado equilibrio entre la frivolidad pop y la solemnidad espiritual».
Thomas Inskeep de Stylus Magazine comentó que es «el álbum con más beats de Madonna desde su álbum debut homónimo de 1983» y que es «fácilmente su mejor esfuerzo desde Ray of Light». Kelefa Sanneh del diario The New York Times calificó al álbum como «exuberante», al mismo tiempo que Christian John Wikane, del sitio web PopMatters.com, dijo que el disco «probó que Madonna, acercándose a los 50 años de edad, es una fuerza vital en el paisaje siempre en expansión de la música popular». Joan Morgan de The Village Voice hizo notar que «con Confessions on a Dance Floor, Madonna por fin encuentra su equilibrio musical. Fácilmente el disco dance del año, Confessions es un tributo casi sin fallas a la estrambótica sensualidad de la escena de las discotecas neoyorquinas de los años 1980 que le dieron a Madge sus raíces, la cual explora con aplomo convincente». Por otro lado, Josh Tyrangiel de la revista Time comentó que «en la música dance, las palabras existen para ser repetidas, dobladas, oscurecidas y resucitadas. Cómo suenan en el momento es mucho más importante que lo que significan, y Madonna lo sabe mejor que nadie. Confessions on a Dance Floor son 56 minutos de momentos energéticos. Te dejará sintiéndote tonto por todas las razones correctas». Del mismo modo, Sal Cinquemani de Slant Magazine estaba impresionado con el álbum y dijo que «Madonna, con la ayuda de Price, [...] ha conseguido crear una odisea dance-pop con un marco emocional —aunque no necesariamente narrativo— mezclando, de paso, y de manera continua, un gran «jódete» a la función shuffle de iPod, una función que no hace más que destruir el arte». Alan Light de Rolling Stone afirmó que el álbum ilustró que «Madonna nunca ha perdido la fe en el poder del beat». Sin embargo, opinó que «Confessions on a Dance Floor no pasará la prueba del tiempo como sus primeros éxitos gloriosos de dance, pero prueba su punto. Como Rakim en sus tiempos, Madonna todavía puede mover a la multitud». No obstante, Bill Lamb de About.com dijo que el álbum era «un logro sólido que bien vale la pena escuchar». Finalmente, Jason Shawhan del mismo sitio web llamó al álbum su disco más divertido desde True Blue (1986).
En 2006, Madonna ganó un Brit Award por la «Mejor solista internacional». También ganó las categorías de «Artista pop más vendido del mundo» y «Artista estadounidense más vendido» en la sexta entrega de los World Music Awards gracias a las ventas de su álbum. Rolling Stone colocó a Confessions on a Dance Floor como el 22° mejor álbum del 2005 y, a principios de 2007, la cantante obtuvo un premio Grammy en la categoría de «Mejor álbum dance/electrónica».

### Comercial

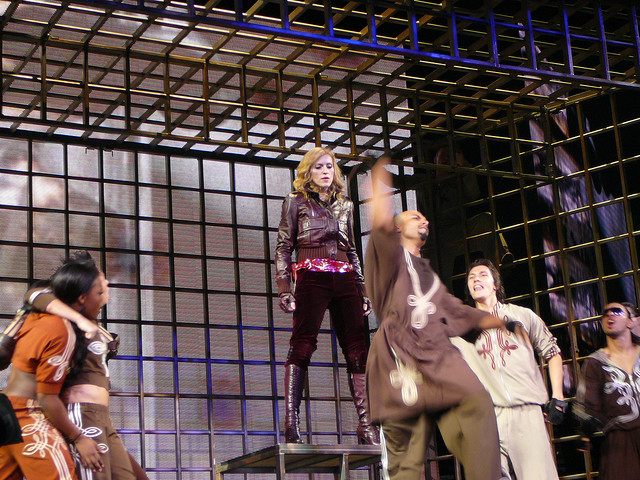
Madonna en el Confessions Tour durante la interpretación de «Sorry», segundo sencillo del álbum.

Confessions on a Dance Floor se colocó en el número uno en 40 países, ganando un lugar en el Libro Guinness de los récords de 2007 como el álbum que llegó a la cima de las listas de más países. En los Estados Unidos, el álbum debutó en la primera posición en la lista Billboard 200, con ventas de 350 000 copias en su primera semana. Se convirtió en el sexto álbum número uno de la cantante y en su tercer álbum consecutivo en debutar en el número uno, precedido por Music (2000) y American Life (2003). El 14 de diciembre de 2005, fue certificado con disco de platino por la Recording Industry Association of America (RIAA), por ventas equivalentes a más de un millón de unidades; para 2010, había vendido más de 1,703 millones de copias en este país, de acuerdo a Nielsen SoundScan. En Australia, el álbum debutó en la cima de las listas de popularidad del 21 de noviembre de 2005, y fue certificado con doble disco de platino por la Australian Recording Industry Association (ARIA), por más de 140 000 copias vendidas. De manera similar, debutó en el número uno de las listas de Canadá, al vender 74 000 unidades en su primera semana a la venta.
En el Reino Unido, el disco debutó en la cima de la lista UK Albums Chart —al mismo tiempo que el sencillo «Hung Up»— siendo el noveno álbum de Madonna en alcanzar esta posición y el quinto de forma consecutiva. Para abril de 2019, había vendido más de 1,35 millones de copias en ese país. El álbum también alcanzó la primera posición en la lista European Hot 100 y, el 13 de septiembre de 2006, fue certificado con cuatro discos de platino por la Federación Internacional de la Industria Fonográfica (IFPI). Sin embargo, en otros países como Irlanda el disco debutó en el número tres, sin poder llegar más alto en las listas. En Francia, Confessions on a Dance Floor entró a las listas en el puesto 113; a la siguiente semana, logró subir 112 posiciones para llegar al número uno, donde permaneció por tres semanas. En Hong Kong, fue certificado con disco de oro por la IFPI hongkonesa, además de ser uno de los diez álbumes extranjeros más vendidos en el territorio durante el 2005. Por toda Europa, el álbum llegó al número uno de las listas en Austria, Bélgica (Flandes y Valonia), Dinamarca, Finlandia, Alemania, Grecia, Hungría, Noruega, Polonia, España, Suecia y Suiza. A pesar de haber sido lanzado en noviembre de 2005, Confessions on a Dance Floor fue el sexto álbum más vendido del año a nivel mundial, con ventas que superaron los 6,3 millones de copias, de acuerdo a datos de la IFPI. Las ventas totales del álbum se estiman entre 8 y 12 millones de copias, de acuerdo con The Times y Chicago Sun-Times, respectivamente.

## Lista de canciones
| N.º | Título            | Escritor(es)                                                 | Productor(es)                           | Duración |  |
| 1.  | «Hung Up»         | Madonna, Stuart Price, Benny Andersson, Björn Ulvaeus        | Madonna, Stuart Price                   | 5:36     |  |
| 2.  | «Get Together»    | Madonna, Anders Bagge, Peer Åström, Price                    | Madonna, Stuart Price                   | 5:30     |  |
| 3.  | «Sorry»           | Madonna, Price                                               | Madonna, Stuart Price                   | 4:43     |  |
| 4.  | «Future Lovers»   | Madonna, Mirwais Ahmadzaï                                    | Madonna, Mirwais Ahmadzaï               | 4:51     |  |
| 5.  | «I Love New York» | Madonna, Price                                               | Madonna, Stuart Price                   | 4:11     |  |
| 6.  | «Let It Will Be»  | Madonna, Ahmadzaï, Price                                     | Madonna, Stuart Price                   | 4:18     |  |
| 7.  | «Forbidden Love»  | Madonna, Price                                               | Madonna, Stuart Price                   | 4:22     |  |
| 8.  | «Jump»            | Madonna, Joe Henry, Price                                    | Madonna, Stuart Price                   | 3:46     |  |
| 9.  | «How High»        | Madonna, Christian Karlsson, Pontus Winnberg, Henrik Jonback | Madonna, Bloodshy & Avant, Stuart Price | 4:40     |  |
| 10. | «Isaac»           | Madonna, Price                                               | Madonna, Stuart Price                   | 6:03     |  |
| 11. | «Push»            | Madonna, Price                                               | Madonna, Stuart Price                   | 3:57     |  |
| 12. | «Like It or Not»  | Madonna, Karlsson, Winnberg, Jonback                         | Madonna, Bloodshy & Avant               | 4:31     |  |

| Pista adicional - CD edición de lujo |                   |                   |                           |          |  |
| N.º                                  | Título            | Escritor(es)      | Productor(es)             | Duración |  |
| 13.                                  | «Fighting Spirit» | Madonna, Ahmadzaï | Madonna, Mirwais Ahmadzaï | 3:32     |  |

| Pista adicional - Descarga digital para miembros de ICON |             |                   |                           |          |  |
| N.º                                                      | Título      | Escritor(es)      | Productor(es)             | Duración |  |
| 14.                                                      | «Super Pop» | Madonna, Ahmadzaï | Madonna, Mirwais Ahmadzaï | 3:42     |  |

## Créditos y personal
- Madonna – Vocalista principal, corista, guitarra
- Stuart Price – Productor, teclados, sintetizador, vocoder, programación, secuenciador, sampling
- Roberta Carraro – Teclados, bajo, batería, armónica
- Yitzhak Sinwani – Voz adicional en «Isaac»
- Monte Pittman – Guitarra
- Magnus «Mango» Wallbert – Programación
- Fotografía – Steven Klein
- Dirección de arte y diseño gráfico – Giovanni Bianco
- Documentos legales – Grubman Indursky
- Administración – Guy Oseary y Angela Becker
- Mezclado – Mark «Spike» Stent en los Estudios Olympic y Record Plant, Los Ángeles («Forbidden Love»: mezclado por Stuart Price en Shirland Road)
- Grabación – Stuart Price en Shirland Road («How High» y «Like It or Not»: grabados en los Estudios Murlyn, Estocolmo y Shirland Road; «Future Lovers»: grabado en los Estudios Mayfair.)
- Asistente de ingeniería – Alex Dromgoole
- Segundo asistente de ingeniería en Olympic – David Emery
- Segundo asistente de ingeniería en Record Plant – Antony Kilhoffer
- Masterización – Brian «Big Bass» Gardner en Bernie Grundman Mastering

Créditos adaptados del folleto del álbum.

## Posicionamiento en listas
| País (Lista)                     | Posición |
| -------------------------------- | -------- |
| Alemania (Media Control Charts)  | 1        |
| Argentina (CAPIF)                | 4        |
| Australia (ARIA)                 | 1        |
| Austria (IFPI)                   | 1        |
| Bélgica - Flandes (Ultratop 50)  | 1        |
| Bélgica - Valonia (Ultratop 40)  | 1        |
| Brasil (ABPD)                    | 1        |
| Canadá (Canadian Albums Chart)   | 1        |
| Croacia (HDU Top Lista)          | 3        |
| Dinamarca (IFPI)                 | 1        |
| España (PROMUSICAE)              | 1        |
| Estados Unidos (Billboard 200)   | 1        |
| Europa (European Top 100 Albums) | 1        |
| Finlandia (Mitä hittiä)          | 1        |
| Francia (SNEP)                   | 1        |
| Grecia (IFPI)                    | 1        |
| Hungría (Mahasz)                 | 1        |
| Irlanda (IRMA)                   | 3        |
| Italia (FIMI)                    | 1        |
| Japón (Oricon)                   | 5        |
| México (AMPROFON)                | 3        |
| Noruega (VG-lista)               | 1        |
| Nueva Zelanda (RIANZ)            | 5        |
| Países Bajos (MegaCharts)        | 1        |
| Polonia (Polish Music Charts)    | 1        |
| Portugal (Hit List Portugal)     | 1        |
| Reino Unido (UK Albums Chart)    | 1        |
| Suecia (Sverigetopplistan)       | 1        |
| Suiza (Swiss Music Charts)       | 1        |

| Lista (2005)                     | Posición |
| -------------------------------- | -------- |
| Australia (ARIA)                 | 44       |
| México (AMPROFON)                | 54       |
| Países Bajos (MegaCharts)        | 10       |
| Reino Unido (UK Albums Chart)    | 17       |
| Lista (2006)                     | Posición |
| Argentina (CAPIF)                | 10       |
| Australia (ARIA)                 | 28       |
| Estados Unidos (Billboard 200)   | 22       |
| Europa (European Top 100 Albums) | 2        |
| México (AMPROFON)                | 21       |
| Países Bajos (MegaCharts)        | 22       |
| Reino Unido (UK Albums Chart)    | 46       |

## Certificaciones
| País           | Certificación      |
| -------------- | ------------------ |
| Alemania       | 3× platino         |
| Argentina      | 2× platino         |
| Australia      | 2× platino         |
| Bélgica        | Platino            |
| Brasil         | Oro                |
| Canadá         | 5× platino         |
| Dinamarca      | 2× platino         |
| España         | 2× platino         |
| Estados Unidos | Platino            |
| Europa         | 4× platino         |
| Finlandia      | Platino            |
| Francia        | Diamante           |
| Grecia         | 2× platino         |
| Hungría        | 2× platino         |
| Irlanda        | 4× platino         |
| Japón          | 2× platino         |
| México         | Platino            |
| Nueva Zelanda  | Platino            |
| Países Bajos   | Platino            |
| Polonia        | Platino            |
| Rusia          | 5× platino         |
| Reino Unido    | 4× platino + plata |
| Suecia         | 2× platino         |
| Suiza          | 3× platino         |